# Tingos
Tingos es un caserío peruano ubicado en el distrito de Pacaipampa, perteneciente a la provincia de Ayabaca del departamento de Piura, al norte del Perú.

## Ubicación
Tingos se ubica al sur de la provincia de Ayabaca, en el distrito de Pacaipampa, en el departamento de Piura.

## Demografía
En 2017 Tingos tenía una población de 134 habitantes.
| Gráfica de evolución demográfica de Tingos entre 1993 y 2017 |
|                                                              |
| Fuentes: Población 1993 y 2017                               |